# Pierrette Cardinal
Pour les articles homonymes, voir Cardinal.
Pierrette Cardinal, née le 31 août 1931 à Montréal, est une administratrice et femme politique québécoise, députée de Châteauguay à l'Assemblée nationale du Québec sous la bannière du Parti libéral du Québec des élections générales de 1985 aux élections générales de 1994, dans lesquelles elle ne se représente pas.

## Biographie

### Jeunesse et carrière avant la politique
Pierrette Cardinal naît le 31 août 1931 à Montréal de l'entrepreneur Arthur Girard et de l'enseignante Louise Boissonnault. Elle étudie à l'école des Sœurs du Bon Pasteur et effectue des études postsecondaires en sciences et lettres et en espagnol,.
Elle est secrétaire de direction pour la société d'assurances La Prévoyance de 1950 à 1953, puis de 1954 à 1959 au bureau de Louis Dansereau, ingénieur-conseil pour Dansereau-Proulx et commissaire de la société de la Voie maritime du Saint-Laurent. De 1967 à 1969, elle est vice-présidente et membre du conseil d'administration du Service social de Châteauguay, et fonde le Comptoir économique de Châteauguay en 1969, dont elle devient première présidente. Elle fonde aussi l'Atelier expressif de Châteauguay, dont elle est présidente de 1970 à 1977, en plus du Comité de citoyens pour la promotion du centre hospitalier Anna-Laberge en 1980. De 1974 à 1985, Cardinal est organisatrice et superviseure de la branche de Châteauguay de la société de consultants H&R Block (en). En 1975-1976, elle est coordinatrice pour la radio locale CHAI-FM (en) et fonde le Mouvement action-découverte en 1979, dont elle est membre du CA,.
Elle marie Robert Cardinal, propriétaire d'une bijouterie, et prend son nom.

### Carrière politique
Ayant longtemps assistée aux campagnes de son époux lors des élections scolaires et municipales, Cardinal trempe finalement dans la politique en 1979, en devenant cheffe de l'organisation libérale fédérale pour Châteauguay en vue des élections fédérales en mai. Leader du camp du « Non » dans sa circonscription lors du référendum sur l'indépendance québécoise de 1980, Cardinal est aussi très impliquée dans le milieu social à Châteauguay ; Son travail pour les handicapés et son militantisme pour la construction d'un hôpital avec le péquiste Roland Dussault font d'elle une personne très connue localement.
À la veille de l'élection provinciale de 1985, le Parti libéral mené par Robert Bourassa choisit Pierrette Cardinal pour faire campagne dans Châteauguay, qui était pourtant l'une des quinze circonscriptions réservées pour un candidat célèbre et médiatisé. Elle est finalement élue devant le député sortant, le péquiste Dussault. Elle fait alors partie de dix-huit députées, dont treize élues pour la première fois. Elle n'occupe cependant aucun poste dans l'assemblée. En 1986, la députée Cardinal, le maire de Châteauguay Jean-Bosco Bourcier et le premier ministre Claude Ryan appuient la création du Collège Héritage à Châteauguay, qui est finalement fondé en 1987 par Bernard-Pierre Paquet. Cardinal est réélue en 1989,. Le 31 mai 1993, Cardinal annonce l'inauguration d'un parc et une réserve faunique sur l'île Saint-Bernard à Châteauguay Elle ne se représente pas en 1994,.

### Après la vie politique
En 1997, elle est présidente du comité SOS Christ-Roy de Châteauguay. Elle reçoit le médaille du Gouverneur général pour son travail auprès des personnes handicapées.

## Résultats électoraux
|                                                                                             | Nom                           | Parti                     | Nombre de voix | %      | Maj.  |
| ------------------------------------------------------------------------------------------- | ----------------------------- | ------------------------- | -------------- | ------ | ----- |
|                                                                                             | Pierrette Cardinal (sortante) | Libéral                   | 12 528         | 43,6 % | 2 053 |
|                                                                                             | Luc Trottier                  | Parti québécois           | 10 475         | 36,5 % | -     |
|                                                                                             | Paul Enros                    | Parti Unité               | 5 007          | 17,4 % | -     |
|                                                                                             | Thérèse Leroux                | Progressiste conservateur | 697            | 2,4 %  | -     |
| Total                                                                                       | Total                         | Total                     | 28 707         | 100 %  |       |
| Le taux de participation lors de l'élection était de 79 % et 747 bulletins ont été rejetés. |                               |                           |                |        |       |

|                                                                                               | Nom                       | Parti               | Nombre de voix | %      | Maj.  |
| --------------------------------------------------------------------------------------------- | ------------------------- | ------------------- | -------------- | ------ | ----- |
|                                                                                               | Pierrette Cardinal        | Libéral             | 20 209         | 54,2 % | 4 263 |
|                                                                                               | Roland Dussault (sortant) | Parti québécois     | 15 946         | 42,8 % | -     |
|                                                                                               | Ronald L. Taylor          | NPD Québec          | 948            | 2,5 %  | -     |
|                                                                                               | Michel Desjardins         | Socialisme chrétien | 151            | 0,4 %  | -     |
| Total                                                                                         | Total                     | Total               | 37 254         | 100 %  |       |
| Le taux de participation lors de l'élection était de 79,2 % et 563 bulletins ont été rejetés. |                           |                     |                |        |       |

### Médiagraphie
: document utilisé comme source pour la rédaction de cet article.
- Jean Cournoyer, « Cardinal (Pierrette) », sur La Mémoire du Québec, 6 janvier 2022 à 3h03 (consulté le 6 avril 2023).
- Richard Daignault, « Pierrette Cardinal connaît la sauce », Le Soleil,‎ 13 novembre 1985, pp. A-11 (lire en ligne). .
- Josiane Lavallée, « La députation féminine au Parti libéral et au Parti québécois : Un parcours de 50 ans : 1961-2011 », Bulletin d'histoire politique, vol. 20, no 2,‎ 2012 (ISSN 1201-0421 et 1929-7653, DOI 10.7202/1055942ar, lire en ligne). .